# Talarrubias
Talarrubias est une commune espagnole situé dans province de Badajoz dans la communauté d'Estrémadure.